# Curaro (personaggio)
Curaro (Curaré in originale), è un personaggio della serie televisiva a cartoni animati Batman of the Future.
Membro della Lega degli assassini e miglior killer del mondo.

## Biografia del personaggio
Curaro è di origine mediorientale e fin da quando era in fasce militò nella Lega degli Assassini in quanto probabilmente i suoi genitori erano a loro volta membri. Poco si conosce della sua infanzia e della sua vita, ed è inspiegabile l'insolito colorito blu della pelle (tuttavia sappiamo non essere un cosmetico).
Sempre ammesso che ne abbia mai avuto uno, il suo vero nome è sconosciuto a tutti.
Si può ipotizzare che durante una missione svolta in età giovanile venne gravemente ferita al volto, dato che lo copre sempre con una maschera. In un'occasione Batman la vide smascherata ed ebbe una reazione di spavento, tuttavia essa era di spalle rispetto allo spettatore e dunque l'unica cosa che possiamo apprendere con certezza da quell'immagine è che ha i capelli rasati a zero. Nell'inquadratura successiva, però, la si può vedere brevemente sfigurata e con pochi capelli sopra la fronte e la faccia secca, tanto da sembrare un teschio.
Curaro, crescendo, divenne estremamente taciturna tanto che in tutta la serie non ha mai pronunciato una sola parola, eccetto qualche verso soffocato durante gli scontri.
Il suo primo incontro con Batman fu quando le venne commissionato l'omicidio di Sam Young, marito del commissario Barbara Gordon, tuttavia l'intervento combinato di questa con il cavaliere oscuro del futuro permise la salvezza dell'uomo e segnò il suo arresto. Contro ogni aspettativa, nella scena conclusiva dell'episodio la si vede scappare dalla polizia, fuggendo non solo dagli sbirri ma dal membro della Lega che dovrà ucciderla per il suo fallimento.
Più avanti nella serie ricomparirà per assassinare Mutro Botha, membro della Lega degli Assassini; in realtà ultimo sopravvissuto, in quanto quando la lega tentò di punire Curaro per il suo fallimento essa per tutta risposta li uccise tutti uno dopo l'altro rimanendo l'unica e confermandosi la migliore del mondo. In seguito verrà nuovamente sconfitta ed arrestata da Batman anche grazie all'aiuto di Max Gibson, ma non prima di aver compiuto la sua missione ed ucciso anche Botha.
Da un dialogo avvenuto episodi più avanti la sappiamo essere nuovamente in attività dopo essere nuovamente evasa di prigione.

## Poteri e Abilità
Curaro non è dotata di superpoteri dichiarati ma le sue abilità sono tanto sovrumane da farlo sospettare; il colorito azzurro della sua pelle e la forma anormale dei suoi deltoidi fanno difatti presumere delle modifiche genetiche. La si è vista difatti più volte correre sui tetti e fare brusche cadute che potrebbero rendere invalido un essere umano normale senza riportare il benché minimo danno seppur sprovvista di protezioni. Inoltre non sente la stanchezza nemmeno dopo ore di battaglia e Batman ha sempre dovuto sudarsi la vittoria contro di lei seppur armato di tutto punto.
La sua abilità nelle arti marziali e la sua velocità d'esecuzione nei movimenti sono inverosimili, è in grado di muoversi senza che l'occhio la colga nell'atto dello spostamento ed alcune sue imprese appaiono surreali per quanto richiedano uno sforzo fisico da lei non dimostrato. Inoltre è in grado di trapassare il ferro servendosi di una comune spada semplicemente facendovi pressione ed è in grado di correre e muoversi senza emettere il minimo rumore.
Curaro inoltre è capace di usare un incredibilmente vasto arsenale balistico.

## Curiosità
- Il nome Curaré, nonostante nella serie si dica il contrario, non nasconde nessun significato in nessuna lingua mediorientale. Paul Dini afferma infatti che lo scelse perché gli piaceva il suono accentato della parola italiana curare (nel senso medico).
- L'educazione subita dalla donna, che predilige il linguaggio della violenza a quello della parola è simile a quella subita da Cassandra Cain, altro personaggio batmaniano ex-membro della medesima Lega.